# Ourapteryx nigrociliaris
Ourapteryx nigrociliaris là một loài bướm đêm trong họ Geometridae.

## Hình ảnh

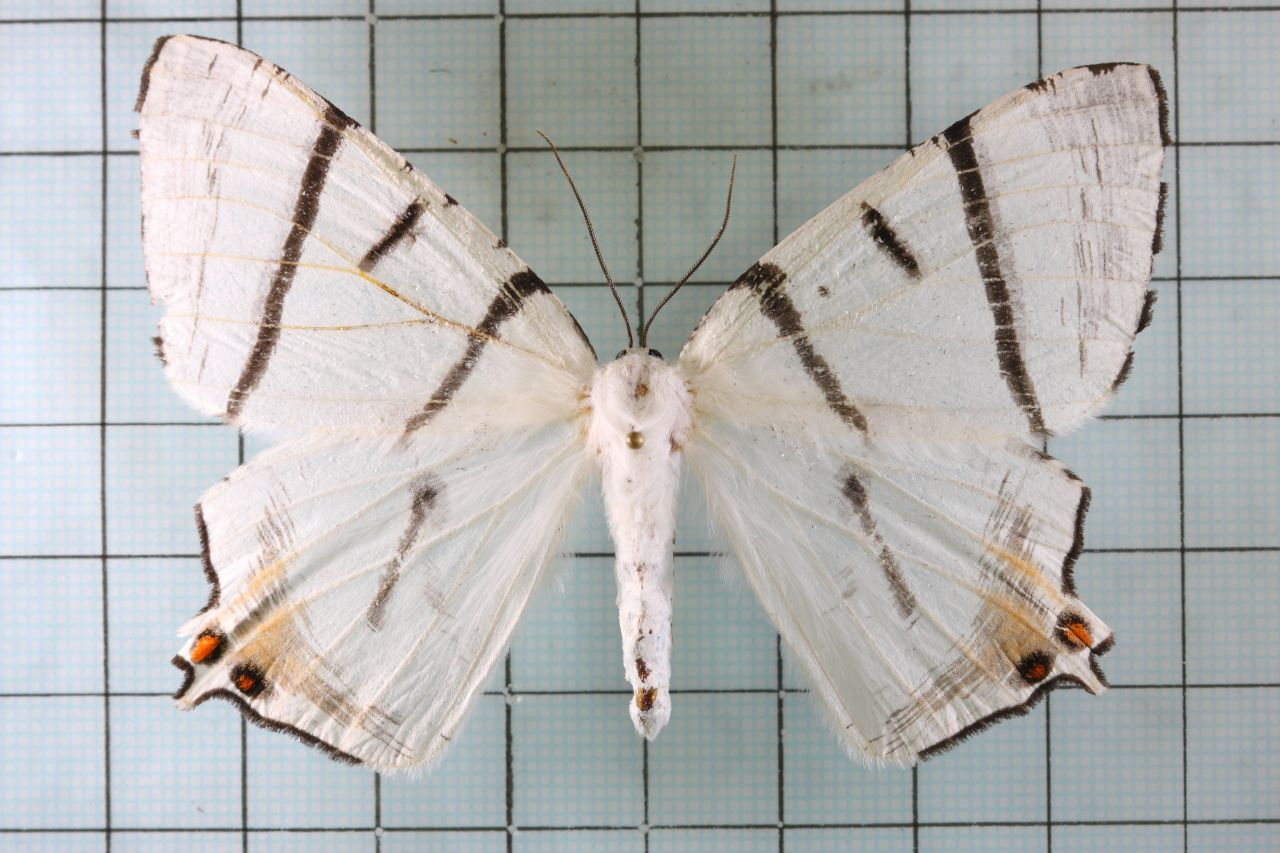